# Dan Constantinescu (politician)
Dan Constantinescu (n. 6 noiembrie 1957) este un fost deputat și senator român în legislatura 1996-2000 și 2000-2004, ales în județul Bacău pe listele partidului PNL. Dan Constantinescu a demisionat pe data de 18 noiembrie 2003 și a fost înlocuit de senatorul Dan Avram. În legislatura 1996-2000, Dan Constantinescu a fost membru în grupurile parlamentare de prietenie cu Republica Coasta de Fildeș și Statul Israel. În legislatura 2000-2004, Dan Constantinescu a fost membru în grupurile parlamentare de prietenie cu Republica Argentina și Regatul Spaniei. De asemenea, Dan Constantinescu a fost membru în comisia pentru buget, finanțe, activitate bancară și piața de capital.